# Maze Featuring Frankie Beverly
| Recensione | Giudizio |
| ---------- | -------- |
| AllMusic   | [ 2 ]    |

Maze Featuring Frankie Beverly è il primo album discografico del gruppo musicale di funk e soul statunitense Maze, pubblicato dalla casa discografica Capitol Records nel febbraio del 1977.

## Tracce

### LP
Lato A
1. Time Is on My Side – 5:19 (Frankie Beverly)
2. Happy Feelin's – 7:10 (Frankie Beverly)
3. Color Blind – 3:22 (Frankie Beverly)
4. Lady of Magic – 4:45 (Frankie Beverly)

Lato B
1. While I'm Alone – 4:35 (Frankie Beverly)
2. You – 8:24 (Frankie Beverly)
3. Look at California – 9:27 (Frankie Beverly)

## Formazione
- Frankie Beverly - voce solista, chitarra ritmica
- Ronald (Roame) Lowry - congas, accompagnamento vocale-cori
- McKinley (Bug) Williams - percussioni, accompagnamento vocale-cori
- Robin Duhe - basso
- Sam Porter - tastiere
- Wayne Thomas - chitarra solista
- Joe Provost - batteria

Note aggiuntive
- Frankie Beverly - produttore
- Larkin Arnold - produttore esecutivo
- Registrazioni effettuate al Pacific Recording Studios di San Mateo, California
- John Nowland - ingegnere delle registrazioni
- Wally Traugott - mastering
- Roy Kohara - art direction
- Olivier Ferrand - fotografia
- Shusei Nagaoka - illustrazione copertina album originale[4]

## Classifica
Album
| Anno | Classifica             | Posizione raggiunta |
| ---- | ---------------------- | ------------------- |
| 1977 | Billboard 200          | 52                  |
| 1977 | Top R&B/Hip-Hop Albums | 6                   |

Singoli
| Anno | Titolo del brano | Classifica            | Posizione raggiunta |
| ---- | ---------------- | --------------------- | ------------------- |
| 1977 | While I'm Alone  | Billboard Hot 100     | 89                  |
| 1977 | Lady of Magic    | Hot R&B/Hip-Hop Songs | 13                  |
| 1977 | While I'm Alone  | Hot R&B/Hip-Hop Songs | 21                  |